# 앰비언트 어클루전

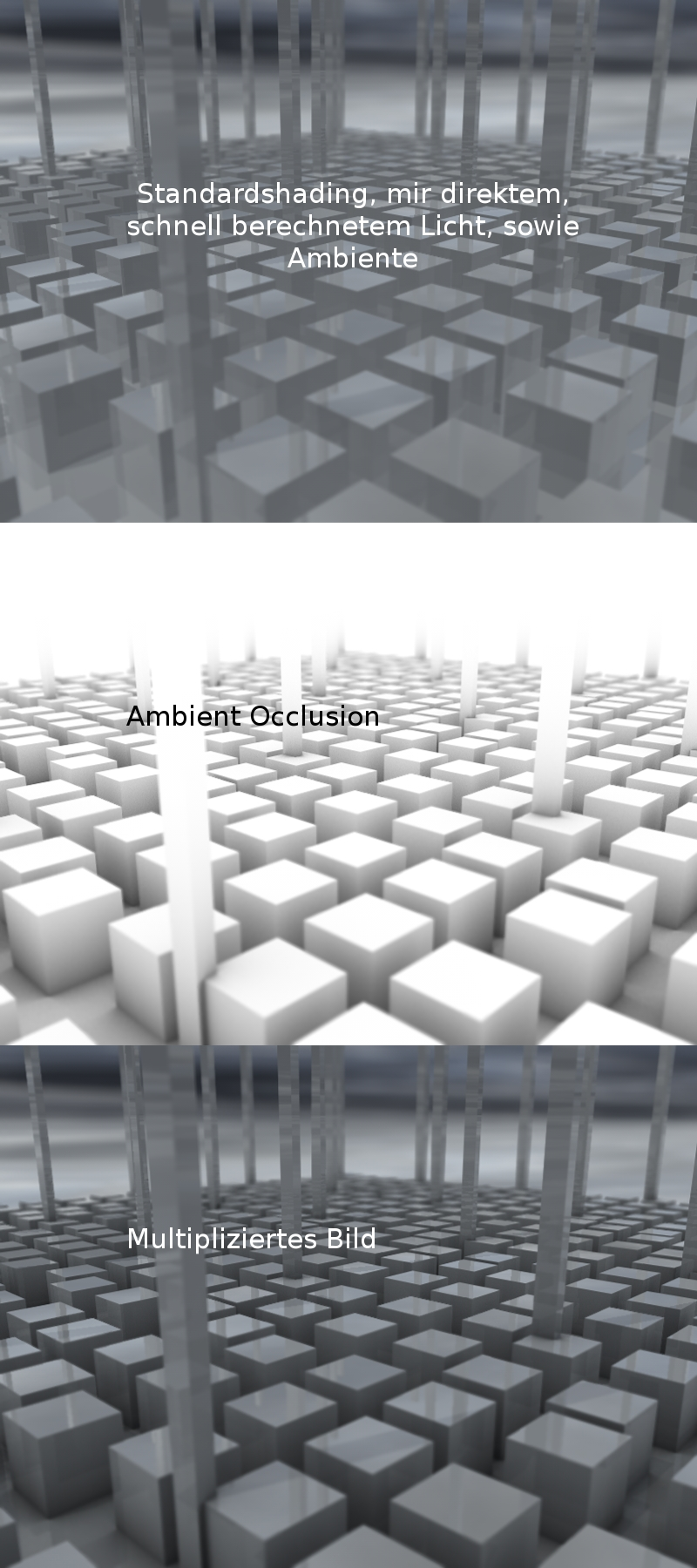
이 씬에 대한 앰비언트 어클루전 맵(가운데 이미지)은 모서리의 가장 안쪽의 각도만 어둡게 만든다.

컴퓨터 그래픽스에서 앰비언트 어클루전(ambient occlusion, 앰비언트 오클루전)은 한 장면의 각 점이 앰비언트 라이팅(광원)에 얼마나 노출되어 있는지를 계산하기 위해 사용되는 셰이딩 및 렌더링 기법이다. 이를테면 튜브의 안쪽은 노출된 외부 표면보다 더 어두우므로 튜브 안쪽으로 더 깊숙히 들어갈수록 더 어두워진다. 앰비언트 어클루전은 각 표면의 점에 대해 계산되는 접근성 값으로 간주할 수 있다. 개방된 하늘이 있는 장면에서는 각 지점마다 보이는 하늘의 양을 측정함으로써 앰비언트 어클루전이 수행되는 반면 실내 환경에서는 특정 반경 내의 물체들만 고려하며 벽들은 앰비언트 라이트의 광원으로 간주시킨다.

## 구현

### 종류
- SSAO-스크린 서피스 앰비언트 어클루전
- SSDO-스크린 스페이스 디렉셔널 어클루전
- HDAO-High Definition Ambient Occlusion
- HBAO+-Horizon Based Ambient Occlusion+
- AAO-Alchemy Ambient Occlusion
- ABAO-Angle Based Ambient Occlusion
- PBAO-Pre Baked Ambient Occlusion
- VXAO-Voxel Accelerated Ambient Occlusion
- GTAO - Ground Truth based Ambient Occlusion[2]

## 인식
2010년에 Hayden Landis, Ken McGaugh, Hilmar Koch는 앰비언트 어클루전 렌더링에 대한 공로로 아카데미 과학기술상을 받았다.

## 같이 보기
- 글로벌 일루미네이션
- 포톤 매핑
- 라디오서티
- 광선 추적